# Белые Межи
Белые Межи — деревня в Сандовском муниципальном округе Тверской области России. 

## География
Деревня расположена в 21 км на запад от центра муниципального округа посёлка Сандово.

## История
В 1721 году в селе Белымежы была построена деревянная Воскресенская церковь, с 1804 года приписана к Троицкой церкви села Лукино. 
В конце XIX — начале XX века село входило в состав Лукинской волости Весьегонского уезда Тверской губернии. 
С 1929 года деревня Белые Межи входила в состав Лукинского сельсовета Сандовского района Бежецкого округа Московской области, с 1935 года — в составе Калининской области, с 2005 года — в составе Лукинского сельского поселения, с 2020 года — в составе Сандовского муниципального округа. 

## Население
| 1859 | 1889 | 2010 |
| ---- | ---- | ---- |
| 45   | ↗97  | ↘10  |